# The Munsters Today
The Munsters Today, conocida en España como La familia Monster, hoy, es una serie de televisión transmitida entre los años 1988 y 1991. Se trata de una continuación de la serie de los años sesenta The Munsters y surge tras el intento fallido de relanzamiento de la serie que supuso The Munsters' Revenge en 1981. La serie tuvo tres temporadas con setenta y dos episodios en total.

## Episodio piloto
El episodio piloto cuenta con una Marylin diferente de la del resto de la serie. El Abuelo Munster inventa una máquina de dormir que hace que el usuario duerma por el tiempo que quiera. Toda la familia prueba el invento, y todo parece ir bien hasta que un error causa que los Munster duerman para siempre. Veintidós años más tarde, Mr. Preston y su empleado exploran la mansión intentando descubrir el laboratorio del abuelo. El empleado rápidamente lo descubre. Al bajar se enreda entre las telarañas y presiona el botón que controla de la máquina de dormir. De esta manera, los Munster despiertan en 1988.

## Reparto
- John Schuck es Herman Munster
- Lee Meriwether es Lily Munster
- Howard Morton es Grandpa
- Mary-Ellen Dunbar es Marilyn Munster (piloto)
- Hilary Van Dyke es Marilyn Munster
- Jason Marsden es Edward Wolfang Munster (Eddie)

### Doblaje
- Herman Munster es Eduardo Liñán
- Lily Munster es Rebeca Manríquez
- Abuelo Munster es Francisco Colmenero
- Marilyn Munster es Laura Torres
- Eddie Munster es Gabriela Willert

## Lista de episodios

### Temporada 1 (1988-1989)
- «Still the Munsters After All These Years» (piloto)
- «Vampire Pie»
- «A Little Russian Dressing»
- «Flyweight Champion of the World»
- «Magna Cum Munsters»
- «Designing Munsters»
- «Farewell, Grandpa»
- «Corporate Munsters»
- «Herman The Astronaut»
- «Rock Fever»
- «Professor Grandpa»
- «Say Ahh»
- «A Hero Ain't Nothin' but a Cereal»
- «Computer Mathing»
- «McMunsters»
- «One Flu Over The Munster's Nest»
- «Green Eyed Munsters»
- «The Not So Great Escape»
- «Two Left Feet»
- «Lights, Camera, Munsters»
- «Neighborly Munsters»
- «Munster Hoopster»
- «Don't Cry Wolfman»
- «The Howling»
- «Eau De Munster»